# Idiodes siculoides
Idiodes siculoides är en fjärilsart som beskrevs av Walker 1860. Idiodes siculoides ingår i släktet Idiodes och familjen mätare. Inga underarter finns listade i Catalogue of Life.